# Simulium cauchense
Simulium cauchense es una especie de insecto del género Simulium, familia Simuliidae, orden Diptera.
Fue descrita científicamente por Floch & Abennenc, 1946.